# Mihály Lajos Jeney

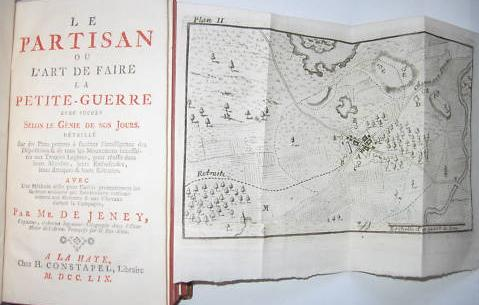
de Jeney: Le Partisan ou l`art de faire la petite-guerre avec succés selon le génie de nos jours – strona tytułowa pierwszego wydania francuskiego z 1759

Mihály Lajos Jeney, [mih'aj loj'oʃ jenej], z franc. Louis Michel de Jeney,
z ang. Lewis Michael Jeney, z niem. Ludwig Michael von Jeney (ur. 1723 lub 1724 w Siedmiogrodzie, zm. w 1797 w Péczu) – węgierski oficer huzarów i generał-major armii austriackiej, kartograf.

## Życiorys
Mihály Lajos Jeney pochodził ze szlacheckiej rodziny protestanckiej, rozpoczął służbę wojskową jako huzar prawdopodobnie w czasie wojny z Turcją 1737-1739, w czasie wojny o sukcesję austriacką w pułku huzarów Barany'ego jako podoficer, docierając wraz z pułkiem do Francji. Zachowała się w archiwum propozycja mianowania go na stopień porucznika w 1747. W 1747–1754 służył w pułku huzarów Bercsényiego. Od 1754 do 1758 w armii francuskiej w departamencie Dolny Ren jako kartograf. W czasie wojny siedmioletniej służył jako kapitan saperów w armii pruskiej 1758–1763, od 1760 do 1763 dowodził  wschodnio-fryzyjskim ochotniczym batalionem (niem. Freibataillon Ludwig de Jeney – franc. Voluntaires d'Ostfriese) – m.in. biorąc udział w bitwie pod Freibergiem.
29 sierpnia 1768 otrzymał awans na majora. W 1787 mianowany na generał-majora i dowódcę twierdzy Alt-Gradisko.
Po wojnie siedmioletniej sporządził pierwsze mapy wojskowe Austro-Węgier (dzisiejsze terytorium Węgier, Austrii, Słowenii, Chorwacji i Rumunii – Siedmiogrodu) – w latach 1763-1787 w sumie 3324 arkuszy wojskowych map topograficznych w skali 1:28 000 i 1:96 000.

## Szlak bojowy wschodnio-fryzyjskiego batalionu dowodzonego przez de Jeneya w1762
W 1762 wschodnio-fryzyjski ochotniczy batalion de Jeneya brał udział w bitwach i potyczkach:
- 12.05.1762 Roßwein[4].
- 15.05.1762 Frauenstein-Tharandter Wald, Klingenberg, Beerwalde,- Röthenbach,- Lehnmühle
- 16.05.1762 Klingenberg w Saksonii
- 04.08.1762 Holzhau
- 14.10.1762 Weißenborn
- 15.10.1762 Zamek Hilbersdorf (koło Freibergu)
- 15.10.1762 Berthelsdorf
- 15.10.1762 Brand
- 16.10.1762 Kleinwaltersdorf
- 21.10.1762 Rothenfurth
- 21.10.1762 Großschirma
- 29.10.1762 Bitwa pod Freibergiem

## "Partyzant, czyli sztuka prowadzenia pomyślnie woyny podjazdowey..."
Autor popularnego podręcznika taktyki wojskowej, wojny partyzanckiej (franc.: Le Partisan ou l`art de faire la petite-guerre avec succés selon le génie de nos jours), wydanie francuskie z 1759 z siedmioma planami we własnym wykonaniu. "Partyzant..." ukazał się w szeregu wydań – m.in. wydanie angielskie Londyn 1760. Podręcznik ten był popularny w wojnie o niepodległość Stanów Zjednoczonych, egzemplarz wydania angielskiego z 1760 znajdował się w podręcznej bibliotece George'a Washingtona – obecnie w jego rezydencji w Mount Vernon.
Wydanie polskie: Partyzant, czyli sztuka prowadzenia pomyślnie woyny podjazdowey, według zwyczaju wieku teraźnieyszego.... 1770 w czasie konfederacji barskiej.

## Partyzant...– de Jeneya w przekładach
- L. M. [Louis Michel] de Jeney: Le Partisan ou l`art de faire la petite-guerre avec succés selon le génie de nos jours. Détaillé Sur des Plans propres á faciliter l`intelligence des Dispositions & de tous les Mouvemens nécessaires aux Troupes Legéres, pour réussir dans leurs Marches, leurs Embuscades, leurs Attaques & leurs Rétraites. Avec une Mèthode aisée pour Guèrir promptement les facheux aux Hommes & aux Chevaux durant la Campagne, Par Mr. de Jeney, Capitaine, ci-devant Ingenieur-Géographe dans l` Etat-major de l`Armée Francoise sur le Bas-Rhin.. Le Haye: Constapel, 1759, s. 176. OCLC 84045156. (fr.).
- L. M. [Lewis Michael] de Jeney: The Partisan, or the Art of Making War in Detachment..."translated from the French of Mr. de Jeney, by an Officer of the Army" [Thomas Ellis]. London: R. Griffits, 1760, s. 143. OCLC 316761168. (ang.).
- de Jeney: Partyzant, czyli sztuka prowadzenia pomyślnie woyny podjazdowey, według zwyczaju wieku teraźnieyszego. Z przydatkiem ułożonych plant, ułatwiaiących poięcie, dyspozycye, y wszystkie potrzebne obroty woysk letkich w odprawianiu marszów, czynieniu zasadzek, attaków, y reyterady, jako y z sposobami łatwemi leczenia zdarzaiących się przypadków y chorób pod czas Kampanii tak ludziom iako y koniom, przez … sławnego Indzeniera y Kapitana Woysk Francuzkich, wydany, a teraz na polski ięzyk przetłumaczony.. Supraśl: X.X. Bazylianie, 1770, s. 199. OCLC 312567875. (pol.).Sprawdź autora:1.
- von Jeney: Der Partheygänger oder die Kunst den kleinen Krieg zu führen. Stuttgart: Cotta, 1765, s. 123. OCLC 46237682. (niem.).Sprawdź autora:1.
- de Jeney: A portyázó, avagy a kisháború sikerrel való megvívásának mestersége korunk géniusza szerint. Hága, 1759 (red. József Zachar). Budapest: Magvető Kiadó, 1986, s. 293. OCLC 28185292. (węg.).Sprawdź autora:1.

## Literatura
- Jozef Paldus: Die militärischen Aufnahmen im Bereiche der Habsburgischen Länder aus der Zeit Kaiser Joseph II. Wien: Alfred Hölder, 1918. Brak numerów stron w książce
- József Zachar: “Ein ungarischer Klassiker über den Kleinkrieg: Das Werk «Le partisan» von L.M. v. Jeney, erschienen 1759 im Haag”, Acta de la Commission internationale d’histoire militaire, n° 13. Helsinki: 1991. Brak numerów stron w książce
- Annamária Jankó: An outstanding person of the 1st military survey: Mihály Lajos Jeney. Budapest: War History Institute and Museum. Brak numerów stron w książce
- Eduard Lange: Die soldaten Friedrich's des Grossen. Leipzig: Mendelssohn, 1852, s. 599. OCLC 610057850. s. 415